# Dieter Wohlfahrt

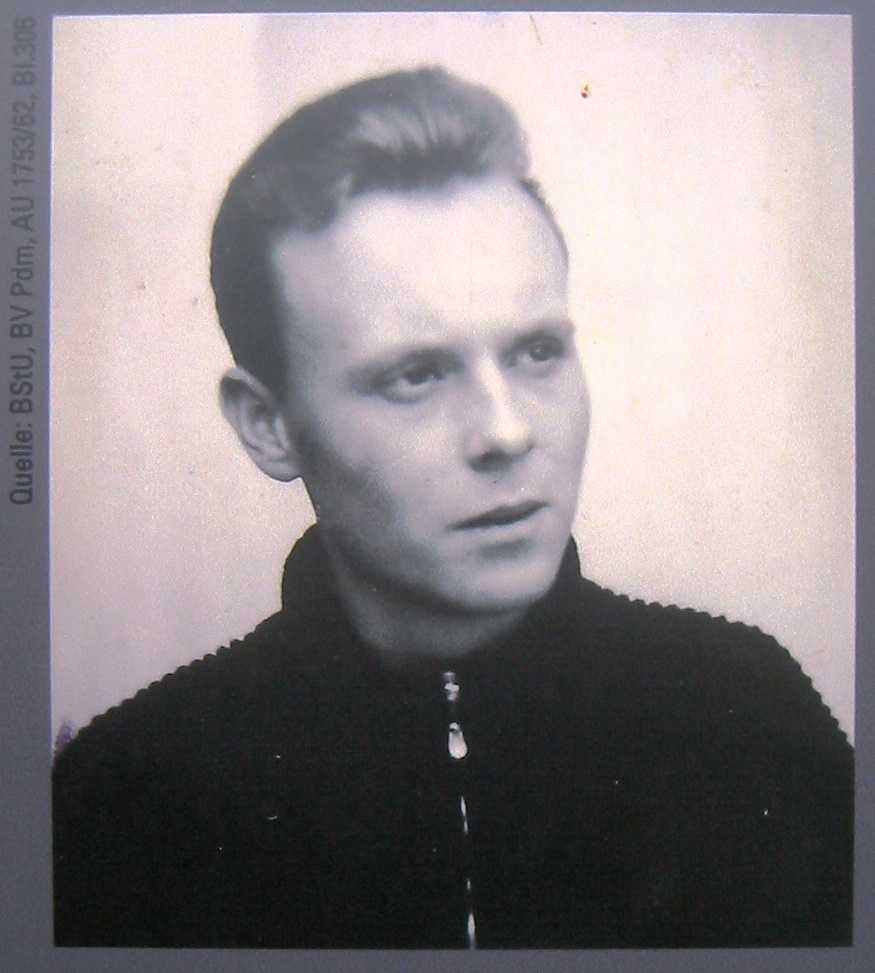
Dieter Wohlfahrt

Dieter Wohlfahrt (ur. 27 maja 1941 w Berlinie, zm. 9 grudnia 1961 tamże) – austriacki aktywista polityczny zastrzelony podczas pomocy uciekinierowi chcącemu przedostać się do Berlina Zachodniego. Wohlfahrt jest pierwszą potwierdzoną przez dotychczasowe badania historyczne ofiarą śmiertelną Muru Berlińskiego, będącą zarazem mieszkańcem Berlina Zachodniego bez niemieckiego obywatelstwa.

## Życiorys
Dieter Wohlfahrt dorastał w położonym w bezpośrednim sąsiedztwie Berlina mieście Hohen Neuendorf. Po przeprowadzce do mieszkającej w Berlinie Zachodnim ciotki uczęszczał do Bertha-von-Suttner-Schule w dzielnicy Reinickendorf. Po zdaniu matury dostał się na Uniwersytet Techniczny w Berlinie, gdzie od 1961 r. studiował chemię. Dzięki ojcu posiadał obywatelstwo austriackie, zapewniające mu specjalny przywilej: w odróżnieniu do mieszkańców Berlina Zachodniego, którym władze NRD nie zezwalały na wjazd na stronę wschodnią, Wohlfahrt mógł bezproblemowo poruszać się pomiędzy obiema częściami podzielonego murem miasta. Status ten wykorzystał także angażując się w studencką pomoc uciekinierom pragnącym przedostać się na stronę zachodnią. Początkowo pomagał w ucieczkach przez sieć kanalizacyjną, odkąd te zostały jednak zablokowane, rozpoczął pomoc przy pokonywaniu przeszkód na granicy, wycinając m.in. otwory w płotach zabezpieczających.

### Śmierć
9 grudnia 1961 r. wraz z innymi pomocnikami wyciął dziurę w płocie umacniającym granicę pomiędzy należącym wówczas do Berlina Wschodniego Staaken a zachodnioberlińską dzielnicą Spandau, chcąc umożliwić w ten sposób ucieczkę matce jednego ze znajomych. Ta powiadomiła jednak w międzyczasie władze NRD. Wohlfahrt i jego towarzysze zostali odkryci w ten sposób przez żołnierzy wojsk granicznych, którzy otworzyli ogień. Trafiony jedną z kul w serce Wohlfahrt przeleżał około godziny w pasie granicznym bez jakiejkolwiek pomocy medycznej, wskutek czego wykrwawił się i zmarł.

### Upamiętnienie
Ku pamięci Dieter Wohlfahrta wzniesiony został w dzielnicy Spandau (bezpośrednio przy murze na ulicy Bergstraße) drewniany krzyż w fotografią oraz tablicą pamiątkową.